# Давыдково (бывшая деревня, Москва)
Давы́дково — бывшая деревня к западу от Москвы, в 1960 году была включена в состав Москвы при расширении её границ до МКАД. Название деревни сохранено в названии московского района «Фили-Давыдково».

## История

### Доисторическое поселение
Первое свидетельство поселения человека в районе Давыдкова — курганный могильник фатьяновской культуры — датировано II тысячелетием до н. э. Могильник был случайно открыт в 1935 г. Его разрушили при добыче гравия на берегу Сетуни рядом с современной Давыдковской улицей, однако одна из могил частично сохранилась и была раскопана. Там были найдены сверленый полированный топор, кремнёвая ножевидная пластинка и разбитый горшок фатьяновского типа с широкой шейкой и веревочным орнаментом (ныне они в Историческом музее). Кроме того были найдены части скелета коренного москвича с раздробленными костями в хорошей сохранности. Также были прослежены следы по крайней мере трех погребений. Поселение просуществовало примерно 1,5 тысяч лет. Жители на ранней стадии занимались скорее всего рыболовством и охотой, позднее преобладало скотоводство.

### Основание деревни
Название Давыдково происходит от имени Давыдка, уменьшительного от Давыд. Давыдом (каноническое — Давид) был третий сын Дмитрия Боброка-Волынского — гедиминовского воеводы Дмитрия Донского, героя Куликовской битвы. Он переехал в Москву из Волыни около 1367 года и стал владельцем соседнего села Волынское во второй половине XIV века. Таким образом, весьма возможно, что в это время деревня Давыдково уже существовала. Сам Давыд Волынский положил начало боярскому роду Вороных-Волынских, который иссяк только в конце XVI века. Деревня Давыдкова письменно впервые упоминается в 1623 году.

### Владельцы
Вместе с Волынским Давыдково входило к концу XVI века в состав царских владений. Иван Грозный в 1572 году в своей духовной отказал их старшему сыну Ивану. После гибели Ивана Ивановича от руки отца земли отошли младшему сыну Фёдору Ивановичу, ставшему царём. При нём деревни стали собственностью окольничего Андрея Петровича Клешнина, дядьки царя и ближайшего помощника Бориса Годунова. После его смерти в 1599 году деревня переходит в руки князя Афанасия Васильевича Лобанова-Ростовского. По его смерти деревню приобретает боярыня Ирина Никитична Годунова, тетка царя Михаила Федоровича, затем деревня достается касимовским царевичам. В 1646—1676 годах ей владеет Сеид-Бурхан (в крещении Василий Арсланович) — он переводит в Давыдково из Волынского крестьянские дворы, расчищая последнее для своего имения. А в 1704 году ей владел его сын Иван Васильевич, который в деревне устраивает сокольничий двор. Иван Васильевич в 1729 году (по другим данным в 1717 году) отдает имение своей племяннице, княгине Прасковье Юрьевне Долгорукой, урождённой Хилковой, которая была замужем за Алексеем Григорьевичем Долгоруким.
Алексей Григорьевич, фаворит Петра II и отец невесты императора, при Анне Иоанновне впал в немилость, был в 1730 году лишён всех владений и выслан с семьей в Березов. На этом злоключения семьи не кончаются: в 1737 году на ссыльных поступает донос, после двухлетнего следствия за государственную измену были казнены три брата Алексея Григорьевича и его сын, Иван Алексеевич. В 1742 году Елизавета Петровна возвращает оставшихся Долгоруковых ко двору и отдает им некоторые владения отца, в том числе Волынское с Давыдковым. Через год наследники передают село вдове казнённого Ивана Алексеевича Наталье Борисовне, урождённой Шереметевой. Наталия Борисовна, пережившая ссылку и смерть мужа, мемуаристка и одна из первых русских писательниц, в 1758 году постригается в монахини и передает имение своему старшему сыну Михаилу Ивановичу.. При Михаиле Ивановиче, почетном опекуне Московского воспитательного дома в августе 1766 года производится межевание имения. Согласно ему в Давыдково тогда жило 69 душ, на одну больше, чем в Волынском. Обе деревни возделывали чуть больше 29 га пашен. По всей видимости, сразу после межевания имение уступается родному брату Натальи Борисовны, Сергею Борисовичу Шереметеву, который, однако, уже в 1768 году бездетно умирает. Его жена, Фетинья Яковлевна (ур. Лобанова-Ростовская) скончалась в 1777 году, возможно до тех пор Давыдково находилось в её владении.Следующим известным владельцем деревни была бригадирша Аксинья Ивановна Челищева, которой она принадлежала в конце XVIII — начале XIX веков. Примерно с 1830-х годов владельцем стал коллежский асессор Авраамий Петрович Хвощинский. После него имение перешло к его сыну, отставному майору и коллекционеру Николаю Авраамовичу. Перед 1917 годом имение было во владении Кнопов, влиятельной банкирской семьи, богатство которой пошло от основателя её Людвига Кнопа, поставлявшего английские текстильные станки на российские предприятия.

### Дачи
Деревня в середине XIX века была известным поставщиком клубники в Москву и сравнительно рано, с 1840-х годов, становится популярным дачным пригородом. Москвовед С. М. Любецкий так писал об этой местности: 
Все близь лежащие около гор местности по берегам Москвы-реки, со своими деревеньками: Давыдковым, особенно Волынским, прекрасны; есть места, забытые роскошью, зато природа к ним благосклонна.
В сороковых годах здесь отдыхал известный общественный деятель и историк Т. Н. Грановский, в 1862 году на своей даче в Давыдково жил поэт А. Н. Плещеев, через три года поселился писатель А. Ф. Писемский. В семидесятые годы в окрестностях деревни художник И. Н. Крамской начал писать свои этюды. Также здесь жили актриса А. И. Шуберт и композитор М. А. Балакирев. К концу XIX столетия деревня выросла в довольно большой дачный поселок.
Дачники жили каждое лето в деревне вплоть до 30-х годов XX века. Это была очень хорошая статья дохода для жителей Давыдково.
Настолько хорошая, что отец  (...) запретил мостить камнями дорогу под окнами своего дома, чтобы проезжающие извозчики не будили «господ» (как он их называл)
Обслуживали дачников и вели домашнее хозяйство женщины. Мужчины занимались в основном извозчицким промыслом на соседней смоленской дороге. Доходы от сдачи дач и извоза основали благополучие деревни. На рубеже веков женщины в Давыдково могли себе позволить одеваться по-городскому: в шёлк и бархат. Только самые бедные нанимались в соседние Мазилово и Матвеевское на работу в огороды.

### Между революцией и войной
Во время революции Давыдково не осталось в стороне от веяний времени: Жители деревни участвовали в разгроме и разграблении волынского имения Кнопов.
В 1918 году в деревне размещаются созданные по инициативе Ленина московские 4-й воздухоплавательный отряд и 15-й воздухоотряд. Это были одни из первых «социалистических воздухоплавательных отрядов». В 1921 году они переезжают в Кунцево. При новой власти деревня постепенно теряет привлекательность тихого дачного места. С одной стороны сказывается близость быстро растущей Москвы, с другой стороны исчезновение богатых дачников. Вместо них соседом деревни становится иной дачник — в 1930-х годах на поле восточнее села сажаются сосны, пересекающее его Рублевское шоссе отводится к Можайскому шоссе и там начинается строительство ближней дачи И. Сталина. Личный охранник Сталина так описывает эту местность:
К 1931 г. это место в районе Кунцево едва ли можно было назвать райским. С севера за сосновым лесом пролегало Можайское шоссе, откуда слышался постоянный гул транспорта, неслись частые сигналы и выхлопные газы. Западнее, в деревне Давыдково, вечерами под гармошку горланили пьяные мужики, которых бранили голосистые жёны...
Некоторые жители Давыдково после постройки были наняты на работу на даче Сталина и на соседней даче Жданова. Работали в основном на собственной ферме, огороде и по дому. Работа на главу страны помогла прокормиться в голодные военные годы: по распоряжению Сталина работники могли выносить домой обильные остатки приготовленного, но не съеденного провианта.
После образования в 1929 году Кунцевского района Московской области, деревня, именующаяся теперь селом, административно образовывала Давыдковский сельсовет. Одновременно проводится коллективизация крестьянских хозяйств и организовывается колхоз «Давыдковский», который стал местом работы для многих сельчан.
Коллективизация встретила сопротивление во всем Кунцевском районе. Сельские жители и после революции жили в основном за счет частного промысла, что давало им скромный достаток, но было неприемлемым в глазах новых властей. На 1 января 1930 года в колхозы вступило только 10,3 % крестьянских хозяйств. В колхозы без сопротивления шли бедные крестьяне, у кого не было крепкого домашнего хозяйства. Одновременно развернулась борьба с зажиточными крестьянами, не желавшими вступать в колхозы. Через два года уже 66,7 % крестьян оказались охвачены коллективизацией, а на 1 июня 1934 года — 86,9 %. Давыдково не было эпицентром сопротивления, так как большинство жителей слабо зависело от сельского хозяйства. В это же время в других селах Кунцевского района коллективизация привела к массовому поиску новых способов заработка, так как заработанного на трудодни хватало только на полуголодное существование семей колхозников. Созданные по принципу одна деревня — один колхоз хозяйства были слишком мелкими, для того чтобы эффективно использовать сельскохозяйственную технику. В 1950 году колхозы были укрупнены. Давыдковское хозяйство вместе с соседями Троице-Голенищева, Каменной Плотины, Гладышева и Мазилова объединили в колхоз им. Сталина. Основные культуры, выращиваемые в колхозах на первых порах, были те же, что и при единоличном ведении хозяйства, — рожь и овёс. В 1930 году под зерновыми было занято 41,1 % всей посевной площади, а под овощи — лишь 8,1 %. К 1934 году по указанию сверху пропорции изменили в сторону высокодоходных культур: зерновые — 23,3 %; овощи — 28,3 %.

### Великая Отечественная война
Великая Отечественная война непосредственно затронула село, когда осенью 1941 года для обороны Москвы возле Давыдково была построена Кунцевская линия обороны. Первая линия, Кунцевский противотанковый ров, большой дугой огибал Давыдково от Крылатского, проходя западнее современного Аминьевского шоссе и вдоль реки Сетуни. Само Давыдково во второй половине октября 1941 года стало местом расположения 3-го стрелкового батальона (набранного из ополченцев Ленинского района Москвы) 2-го стрелкового полка. Сюда ополченцы выдвинулись от места формирования — Кутузовский проезд, дом 6. У Давыдково они возводили оборонительные укрепления и одновременно, изучая военное дело, готовились к боям. Кроме названного оборонительного рва западнее Кунцево, осенью 1941 года были построены другие фортификационные линии, которые находились в непосредственной близости от села. Они состояли из противотанковых рвов, противотанковых ежей, пулемётных точек и др:
- в районе современной Кременчугской улицы, наискос пересекая её и опираясь на Сетунь,
- в районе Старорублевского шоссе, отходя от Можайского шоссе на север,
- чуть западнее современной Минской улицы, отходя от Можайского шоссе на север и юг.

Противник на Можайском направлении был остановлен намного западнее Давыдково и таким образом непосредственно вокруг села боевых столкновений не было.
Примечательно, что план инженерных сооружений московского укрепленного района на 1942 год предусматривал переднюю линию обороны гораздо восточнее Давыдково, на удобной для защиты Поклонной горе (на уровне Триумфальной арки), таким образом оставляя противнику пригороды, включая Давыдково.
После того, как неприятель был отброшен от столицы, до 1944 года оборонительные сооружения использовались для подготовки маршевых рот перед отправкой их на фронт. Оборудованных казарм для размещения военнослужащих в округе не было. Пополнение на время подготовки определялись по домам соседних сел в порядке уплотнения жильцов, которые охотно пускали на постой, потому-что военные обеспечивали их дровами и нередко подкармливали солдатской едой. 
Большая часть мужского населения Давыдково ушла на фронт, после войны многие из них не вернулись (известно о 24 погибших и без вести пропавших). Чтобы прокормить семьи, женщинам пришлось пойти работать на окрестные заводы и фабрики, многие стали кондукторами в Филёвском автобусном парке.
Возможно, из-за близости места жительства Сталина, часть населения Давыдково в конце 40-х годов подверглась репрессиям. За одни сутки из села были выселены немногочисленные евреи, армяне и татары. Большинство смогли после смерти Сталина вернуться обратно.
В послевоенное время село постепенно становится пригородом Кунцево — в 1950-х годах вплотную к нему строятся новые кунцевские кварталы на улицах Ватутина, Артамонова и Инициативной. С другой стороны, в это время граница Москвы продвинулась уже к нынешнему перекрестку Кутузовского проспекта и Минской улицы. Уже генплан 1935 года предусматривал значительное расширение Москвы на запад. Таким образом, в послевоенный период было очевидно, что деревня скоро станет частью одного из соседних городов.

### В составе Москвы
В 1960 году деревня вместе с близлежащими территориями вошла в состав Москвы. В первой половине 1960-х под руководством архитекторов М. А. Минкуса и В. Г. Гельфрейха был разработан проект застройки Давыдково.
Согласно проекту предполагалось создать обширный жилой район с экспериментальной застройкой и водохранилищем с зелёной зоной, образованным из долины реки Сетунь. Центром района должны были стать три 22-этажные жилые башни в зелёной зоне посреди новой застройки (в реализованном варианте таким центром стал Славянский бульвар с торговой зоной). После смерти Минкуса в 1963 году проект был упрощен и застройка была произведена в 1968—1972 годы по единому проекту архитекторов А. Афанасьева, Е. Раевской, А. Часова, инженера Ю. Аврутина и других Экспериментальная застройка появилась только на Славянском бульваре, вдоль которого на протяжении 800 м была создана торгово-пешеходная зона с 4 многоэтажными вертикальными башнями и 4 13-этажными жилыми корпусами с магазинами «Гастроном», кафе «Славянка» с магазином «Кулинария», универмагом «Минск» и магазином самообслуживания «Хозяйственный». Для удобства жителей складские помещения торговой зоны убрали в подземное пространство, объединённое транспортным туннелем. Жилая часть домов расположилась на большой платформе, её отделили от магазинов технических этажом. Эти дома создали панораму Кутузовского проспекта. Внутренние кварталы района были застроены 5-этажными жилыми домами типовых серий 1605/5-AM и 1605-12.
Давыдково входило в Киевский район Москвы, а с 1969 года — в Кунцевский. В ходе административной реформы 1991 года были введены административные и муниципальные округа. Первоначально планировалось создание муниципальных округов Фили и Матвеевское-Давыдково, но в итоге 12 сентября 1991 года был создан временный муниципальный округ Фили-Давыдково. После принятия 5 июля 1995 года закона «О территориальном делении города Москвы» он получил статус района. Давыдково — часть этого района (1-2 и 123—126 кварталы Давыдкова), расположенная к югу от Кутузовского проспекта.

## Улицы села
До середины XIX века в Давыдково была только одна улица, которая проходила по современной Давыдковской улице. После развертывания дачного строительства в селе появились шесть улиц, основные из которых проходили под прямым углом друг к другу:
с востока на запад
- Театральная улица — по линии современной Давыдковской улицы, примерно от дома № 6 до дома № 12к1
- Средняя улица — проходила параллельно Театральной, по прямой линии от дома № 10к5 до № 12к5 по современной Давыдковской улице
- Верхняя улица — параллельно предыдущим по прямой линии от современной школы № 1248 до стадиона школы № 58

с севера на юг
- Школьная улица — проходила от современного дома № 1 по Славянскому бульвару до южного торца дома № 4к2 по Давыдковской улице
- Московская улица — от современной школы № 1248 до дома № 6 по Давыдковской улице
- Ленинская улица — проходила по линии современного внутриквартального проезда, начиналась у современного дома № 5к4 по Кременчугской улице, на уровне современного дома № 14к2 по Давыдковской улице поворачивала на юг и вливалась в Театральную около дома № 12к1
- Полевая улица — отходила от Верхней возле современной игровой площадки около дома № 9к4 по Славянскому бульвару и вливалась в Можайское шоссе на уровне современного перекрестка Кременчугской улицы и Кутузовского проспекта.